# ماتياس فيسينو
ماتياس فيسينو فاليرو (بالإسبانية: Matías Vecino Falero)‏؛ مواليد 24 أغسطس 1991) هو لاعب كرة قدم أوروغواياني يلعب حالياً مع نادي لاتسيو الإيطالي و‌المنتخب الأوروغواياني في مركز خط الوسط.

## روابط خارجية
- ماتياس فيسينو على موقع الاتحاد الدولي (مؤرشف)  (الإنجليزية)
- ماتياس فيسينو على موقع الاتحاد الأوربي (الإنجليزية)
- ماتياس فيسينو على موقع إي إس بي إن إف سي (الإنجليزية)
- ماتياس فيسينو على موقع قاعدة بيانات كرة القدم.إي يو (الإنجليزية)
- ماتياس فيسينو على موقع ناشيونال فوتبول تيمز (الإنجليزية)
- ماتياس فيسينو على موقع Soccerway.com (الإنجليزية)
- ماتياس فيسينو على موقع عالم كرة القدم.نت (الإنجليزية)
- ماتياس فيسينو على موقع AS.com (الإسبانية)